# Einbuen
Der Einbuen (norwegisch für Einsiedler) ist ein kleiner und isolierter Nunatak im ostantarktischen Königin-Maud-Land. Im Gebirge Sør Rondane ragt er südöstlich des Vørterkaka auf.
Wissenschaftler des Norwegischen Polarinstituts benannten ihn 1988.